# 日本とアゼルバイジャンの関係
日本とアゼルバイジャンの関係（にほんとアゼルバイジャンのかんけい、アゼルバイジャン語: Azərbaycan–Yaponiya münasibətləri、ロシア語: Азербайджано-японские отношения、英語: Azerbaijan-Japan relations） では、日本とアゼルバイジャンの関係について概説する。

## 両国の比較
|                   | アゼルバイジャン             | 日本                           | 両国の差                          |
| ----------------- | ---------------------------- | ------------------------------ | --------------------------------- |
| 人口              | 1002万3318人（2019年）       | 1億2626万人（2019年）          | 日本はアゼルバイジャンの約12.6倍  |
| 国土面積          | 8万6600 km²                  | 37万7972 km²                   | 日本はアゼルバイジャンの約4.4倍   |
| 人口密度          | 120 人/km²（2018年）         | 347 人/km²（2018年）           | 日本はアゼルバイジャンの約2.9倍   |
| 首都              | バクー                       | 東京都                         |                                   |
| 最大都市          | バクー                       | 東京都区部                     |                                   |
| 政体              | 大統領制 共和制              | （民主制）議院内閣制           |                                   |
| 公用語            | アゼルバイジャン語           | 日本語（事実上）               |                                   |
| 通貨              | アゼルバイジャン・マナト     | 日本円                         |                                   |
| 国教              | なし                         | なし                           |                                   |
| 人間開発指数      | 0.757                        | 0.919                          |                                   |
| 民主主義指数      | 2.75                         | 7.99                           |                                   |
| GDP（名目）       | 480億4765万米ドル（2019年）  | 5兆819億6954万米ドル（2019年） | 日本はアゼルバイジャンの約105.8倍 |
| 一人当たり名目GDP | 4793.6米ドル（2019年）       | 40246.9米ドル（2019年）        | 日本はアゼルバイジャンの約8.4倍   |
| GDP（購買力平価） | 1507億6330万米ドル（2019年） | 5兆5043億3091米ドル（2019年）  | 日本はアゼルバイジャンの約52倍    |
| 一人当たり実質GDP | 15041.3米ドル（2019年）      | 43593.5米ドル（2019年）        | 日本はアゼルバイジャンの約2.9倍   |
| 経済成長率        | 2.2%（2019年）               | 0.7%（2019年）                 |                                   |
| 軍事費            | 18億5423万米ドル（2019年）   | 476億902万米ドル（2019年）     | 日本はアゼルバイジャンの約25.7倍  |
| 地図              |                              |                                |                                   |

## 歴史

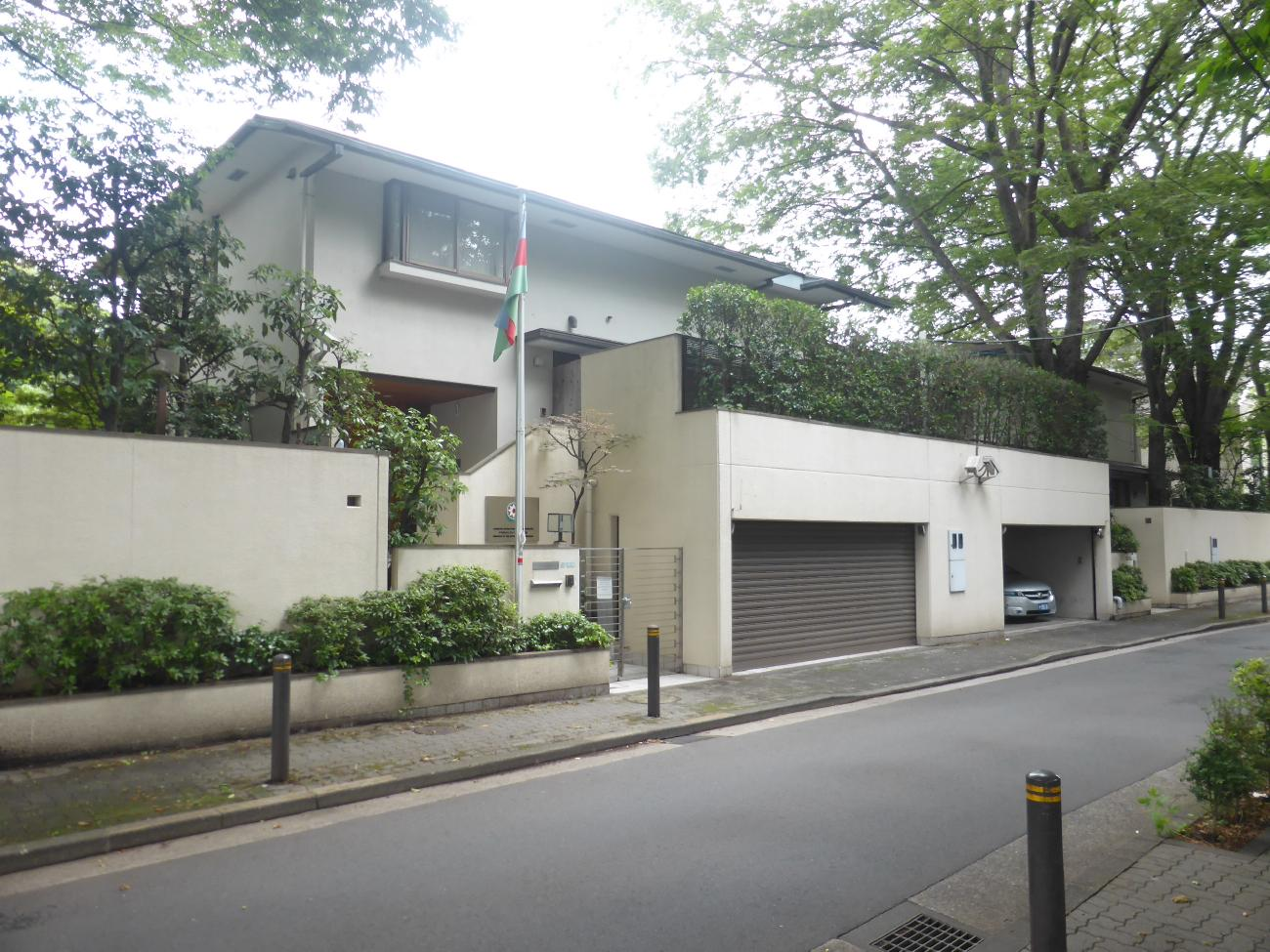
駐日アゼルバイジャン大使館全景（東京）

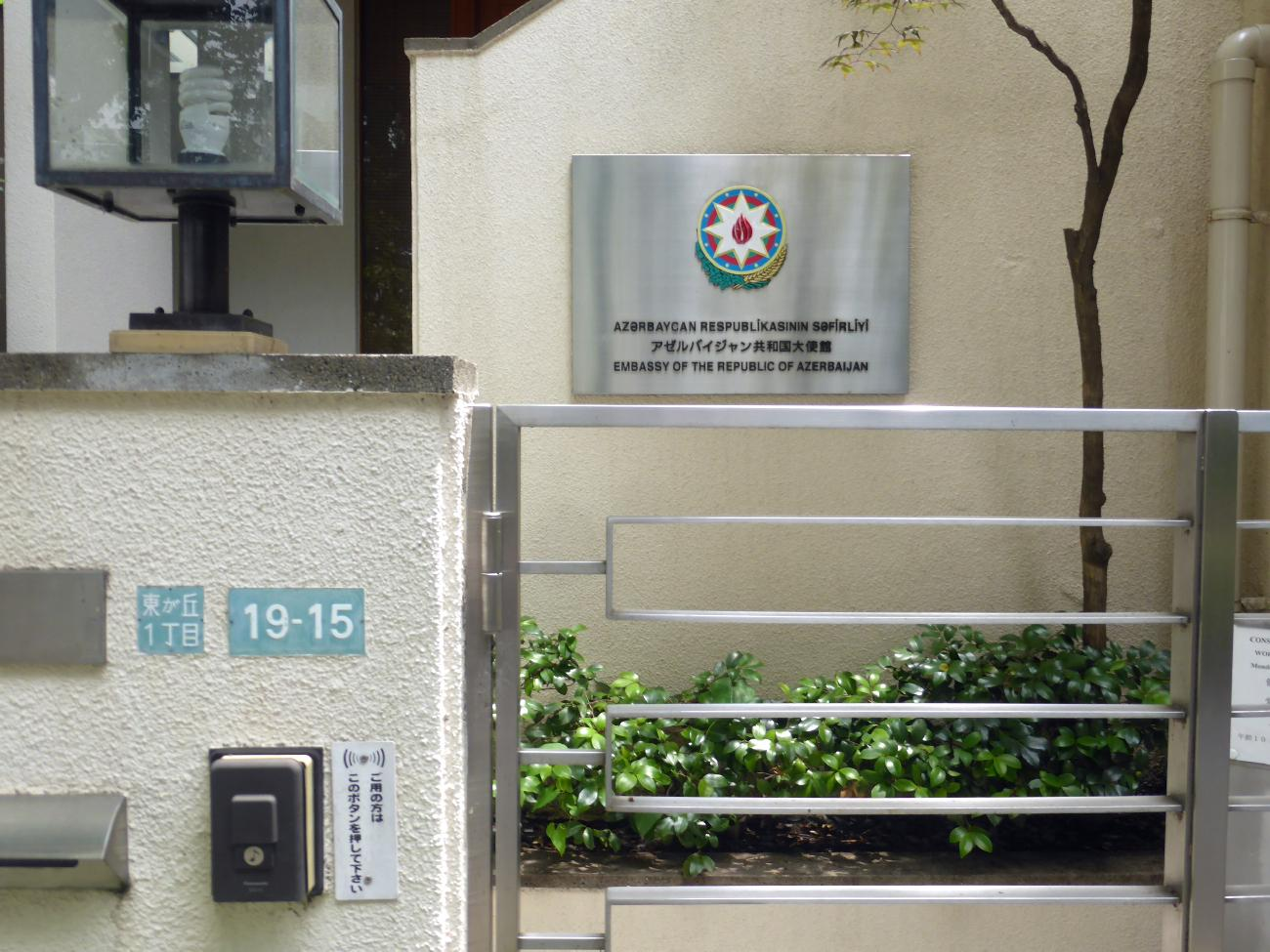
駐日アゼルバイジャン大使館表札（東京）

戦間期から冷戦時代にかけて、アゼルバイジャンはまだ独立国ではなくソ連の構成国アゼルバイジャン・ソビエト社会主義共和国として、日本とはソ連を介した交流があった。1991年12月28日、日本政府はアゼルバイジャン共和国の独立を認め国家承認し、アゼルバイジャン共和国と日本国の外交関係は1992年9月7日に樹立された。2000年1月21日に在アゼルバイジャン日本大使館が開設された一方、2005年10月12日には駐日アゼルバイジャン大使館が開設された。
2020年9月、アルメニアの支援を受けて事実上独立状態にあったアルツァフ共和国（ナゴルノ・カラバフ共和国）を巡って、アルメニアとアゼルバイジャンの紛争が再燃した（2020年ナゴルノ・カラバフ紛争）。これに対し日本政府は同年10月1日、加藤勝信内閣官房長官は軍事衝突によって民間人を含む人的被害が出ていることに対して「深刻な懸念」を表明し、全ての当事者に軍事行動の即時停止と最大限の自制、対話の実施を求めた。

## 外交

### 日本要人のアゼルバイジャン訪問
コーカサス三国の中でも地域大国であるアゼルバイジャンは日本との交流が緊密で、2018年9月には外務大臣の河野太郎がアゼルバイジャンを訪問し、アゼルバイジャン首相のノヴルス・マンマドフ及びアゼルバイジャン大統領のイルハム・アリエフに表敬した。
そのほか近年では、2005年1月に外務副大臣の逢沢一郎がアゼルバイジャンを訪問し、エネルギー分野での議論が行われた。2007年8月には外務大臣政務官の松島みどりが、2009年4月には外務大臣政務官の西村康稔が、2011年5月には外務大臣政務官の徳永久志が、2014年4月には外務大臣政務官の牧野たかおが、2015年1月には外務副大臣の城内実が、2016年8月には外務大臣政務官の滝沢求が、2017年9月には外務大臣政務官の堀井学が、2019年9月には外務大臣政務官の山田賢司がアゼルバイジャンを訪問し、友好関係を深めた。

### アゼルバイジャン要人の訪日
2006年3月、アゼルバイジャン大統領のイルハム・アリエフが訪日を実施して当時総理大臣であった小泉純一郎と首脳会談を実施した。
2015年4月、アゼルバイジャン共和国議会議長であるオグタイ・アサドフが参議院議長の招待により訪日し、安倍晋三首相に表敬してエネルギー分野について意見交換がなされた。

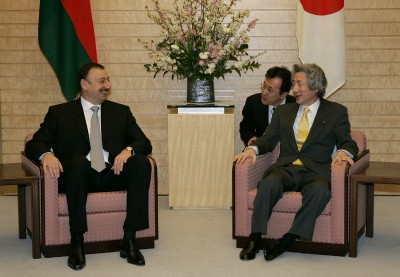
日本・アゼルバイジャン首脳会談（2006年3月）
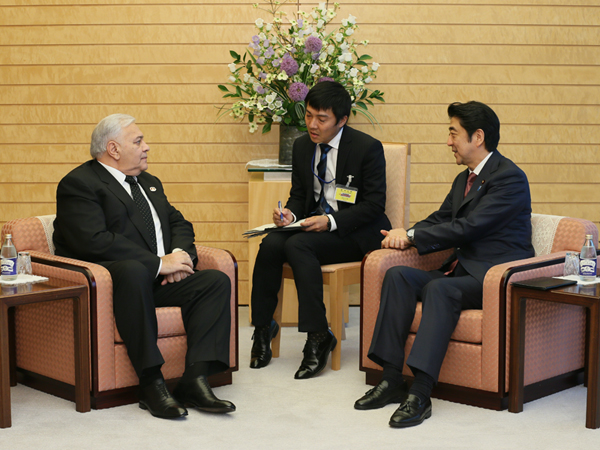
アサドフ議長による安倍首相表敬（2015年4月）

## 経済交流

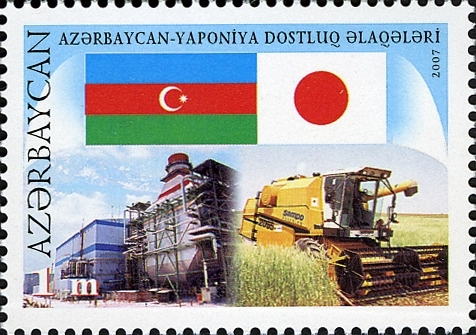
2007年に発行された日アゼルバイジャン友好記念の切手

日本は2017年までにアゼルバイジャンに対し、1100億円以上の経済援助を実施。2013年から2017年にかけては五年連続で最大のアゼルバイジャン援助国となるなど、同国の経済開発に注力している。援助内容としては、アゼルバイジャン南部が乾燥帯に位置することから灌漑や土地改良のための機材供与など水資源にまつわるものや、産油国という背景からエネルギー開発面が多い。また、アゼルバイジャンの電力を支えるセヴェルナヤ・ガス火力複合発電所は日本の二度にわたる円借款により建設された。
2020年の日本の対アゼルバイジャン貿易は、輸出58.9億円に対し輸入46.8億円となっている。主要な輸出品目は機械や輸送機器、鉄鋼等であり、主要輸入品目は原油や非鉄金属、ワインなどである。
アゼルバイジャンには伊藤忠商事、国際石油開発帝石（INPEX）などが進出しており、ACG油田に12.96％（国際石油開発帝石9.31％、伊藤忠3.65％）、BTCパイプラインに5.9％（伊藤忠商事3.4％、国際石油開発帝石2.5％）の権益を保有している。そのほか、JTI、トヨタ・コーカサス等などが進出。

## 文化交流

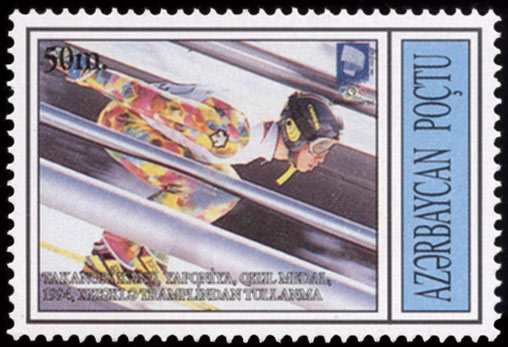
1995年に河野孝典を讃えて作られたアゼルバイジャンの切手

2004年にはアゼルバイジャン国立図書館に対するマイクロフィルム及び視聴覚機材の供与が、2014年にはギャンジャ市スポーツセンター機能向上計画が、2016年にはバクー国立大学日本語学科整備計画が実施されるなど、文化的援助を通じた交流が存在する。
1995年には、1994年リレハンメルオリンピックで金メダルを獲得したスキーノルディック複合の河野孝典を讃えた切手がアゼルバイジャンで発行された。また、2007年には、両国間の友好を記念しアゼルバイジャンで記念切手が発行された。
また、日本では日本アゼルバイジャン商工会議所（JACC）が設立されており、事実上の友好協会として経済や商業のみならず文化面での交流の発展にも寄与している。

## 外交使節

### 駐日アゼルバイジャン大使
1. アゼル・トフィグ・オグル・ホセイン（2005～2011年、信任状捧呈は12月8日[44]）
  - （臨時代理大使）ロウシャン・カズモフ（2011年）
2. ギュルセル・イスマイルザーデ（2011～2019年、信任状捧呈は12月5日[45]）
  - （臨時代理大使）ファリド・タリボフ（2019～2020年）
3. ギュルセル・イスマイルザーデ（再任、2020年～、信任状捧呈は7月8日[46]）